# Herrarnas K-4 1000 meter i kanotsport vid olympiska sommarspelen 1996
Herrarnas K-4 1000 meter vid olympiska sommarspelen 1996 hölls på Lake Lanier i USA. 

## Medaljörer
| Gren           | Guld                                                          | Silver                                                          | Brons                                                                      |
| K4, 1000 meter | Tyskland Thomas Reineck Olaf Winter Detlef Hofmann Mark Zabel | Ungern András Rajna Gábor Horváth Ferenc Csipes Attila Adrovicz | Ryssland Oleg Gorobij Sergej Verlin Georgij Tsybulnikov Anatoli Tisjtjenko |

## Resultat

### Heat
| Heat 1 |                                                                                 |          |    |
| 1.     | Thomas Reineck, Mark Zabel, Detlef Hofmann och Olaf Winter (GER)                | 3:07.908 | QF |
| 2.     | Anatoli Tisjtjenko, Oleg Gorobij, Sergej Verlin och Georgij Tsybulnikov (RUS)   | 3:11.128 | QF |
| 3.     | James Walker, Paul Lynch, Brian Morton och Ramon Andersson (AUS)                | 3:11.752 | QS |
| 4.     | Miguel García, Jovino González, Emilio Merchán och Gregorio Vicente (ESP)       | 3:14.224 | QS |
| 5.     | Mihai Apostol, Renn Crichlow, Peter Giles och Liam Jewell (CAN)                 | 3:15.208 | QS |
| 6.     | Andrea Covi, Enrico Lupetti, Ivano Lussignoli och Luca Negri (ITA)              | 3:17.144 | QS |
| 7.     | Karel Leština, Pavel Mráz, Martin Otáhal och Jiří Polívka (CZE)                 | 3:19.868 | QS |
| 8.     | Curt Bader, Philippe Boccara, Mark Hamilton och Cliff Meidl (USA)               | 3:23.352 | QS |
| Heat 2 |                                                                                 |          |    |
| 1.     | Ferenc Csipes, Gábor Horváth, Attila Adrovicz och András Rajna (HUN)            | 3:07.517 | QF |
| 2.     | Grzegorz Kaleta, Piotr Markiewicz, Marek Witowski och Adam Wysocki (POL)        | 3:10.625 | QF |
| 3.     | Petar Karadzhov, Petar Merkov, Nikolay Yordanov och Georgi Choykov (BUL)        | 3:13.165 | QS |
| 4.     | Paw Madsen, Mattias Oscarsson, Henrik Nilsson och Jonas Fager (SWE)             | 3:13.809 | QS |
| 5.     | Ilfat Gatyatullin, Dmitry Torlopov, Andrey Safaryan och Sergey Skrypnik (KAZ)   | 3:15.493 | QS |
| 6.     | V'iacheslav Kulida, Olesksiy Slivinsky, Andriy Borzukov och Andriy Petrov (UKR) | 3:16.297 | QS |
| 7.     | Morten Ivarsen, Mattis Næss, Tom Selvik och Thomas Roander (NOR)                | 3:17.021 | QS |
| 8.     | Vladimir Kazantsev, Konstantin Yashin, Anatoly Tyurin och Andrey Shilin (UZB)   | 3:27.133 | QS |

### Semifinaler
| Semifinal 1 |                                                                                 |          |    |
| 1.          | Miguel García, Jovino González, Emilio Merchán och Gregorio Vicente (ESP)       | 3:00.799 | QF |
| 2.          | Mihai Apostol, Renn Crichlow, Peter Giles och Liam Jewell (CAN)                 | 3:01.307 | QF |
| 3.          | Petar Karadzhov, Petar Merkov, Nikolay Yordanov och Georgi Choykov (BUL)        | 3:01.427 | QF |
| 4.          | V'iacheslav Kulida, Olesksiy Slivinsky, Andriy Borzukov och Andriy Petrov (UKR) | 3:05.643 |    |
| 5.          | Karel Leština, Pavel Mráz, Martin Otáhal och Jiří Polívka (CZE)                 | 3:06.611 |    |
| 6.          | Curt Bader, Philippe Boccara, Mark Hamilton och Cliff Meidl (USA)               | 3:06.855 |    |
| Semifinal 2 |                                                                                 |          |    |
| 1.          | James Walker, Paul Lynch, Brian Morton och Ramon Andersson (AUS)                | 3:01.806 | QF |
| 2.          | Paw Madsen, Mattias Oscarsson, Henrik Nilsson och Jonas Fager (SWE)             | 3:02.202 | QF |
| 3.          | Andrea Covi, Enrico Lupetti, Ivano Lussignoli och Luca Negri (ITA)              | 3:03.218 |    |
| 4.          | Morten Ivarsen, Mattis Næss, Tom Selvik och Thomas Roander (NOR)                | 3:03.870 |    |
| 5.          | Ilfat Gatyatullin, Dmitry Torlopov, Andrey Safaryan och Sergey Skrypnik (KAZ)   | 3:06.850 |    |
| 6.          | Vladimir Kazantsev, Konstantin Yashin, Anatoly Tyurin och Andrey Shilin (UZB)   | 3:11.146 |    |

### Final
| Gold   | Thomas Reineck, Mark Zabel, Detlef Hofmann och Olaf Winter (GER)              | 2:51.528 |
| Silver | Ferenc Csipes, Gábor Horváth, Attila Adrovicz och András Rajna (HUN)          | 2:53.184 |
| Bronze | Anatoli Tisjtjenko, Oleg Gorobij, Sergej Verlin och Georgij Tsybulnikov (RUS) | 2:53.996 |
| 4.     | Grzegorz Kaleta, Piotr Markiewicz, Marek Witowski och Adam Wysocki (POL)      | 2:54.772 |
| 5.     | Miguel García, Jovino González, Emilio Merchán och Gregorio Vicente (ESP)     | 2:55.884 |
| 6.     | Paw Madsen, Mattias Oscarsson, Henrik Nilsson och Jonas Fager (SWE)           | 2:55.908 |
| 7.     | Mihai Apostol, Renn Crichlow, Peter Giles och Liam Jewell (CAN)               | 2:56.664 |
| 8.     | Petar Karadzhov, Petar Merkov, Nikolay Yordanov och Georgi Choykov (BUL)      | 2:56.696 |
| 9.     | James Walker, Paul Lynch, Brian Morton och Ramon Andersson (AUS)              | 2:57.560 |